# Matej Jug

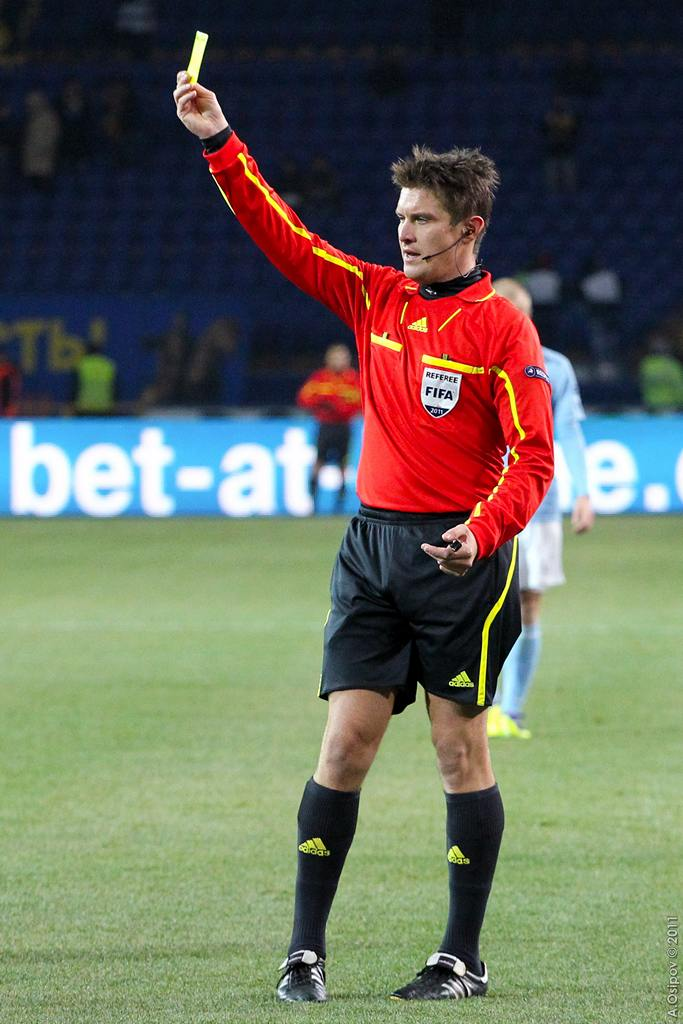
Matej Jug in 2011

Matej Jug (Ljubljana, 25 september 1980) is een Sloveens voetbalscheidsrechter, die sinds 2007 in het bezit is van de FIFA-badge.

## Interlands
| #   | Datum             | Wedstrijd                   | Uitslag | Competitie             | Kreeg geel | Kreeg voor de tweede keer geel en dus rood | Weggestuurd |
| --- | ----------------- | --------------------------- | ------- | ---------------------- | ---------- | ------------------------------------------ | ----------- |
| 1.  | 20 augustus 2008  | Wales – Georgië             | 1 – 2   | Vriendschappelijk      | 1          | 0                                          | 0           |
| 2.  | 12 oktober 2010   | Frankrijk – Luxemburg       | 2 – 0   | EK-kwalificatie        | 1          | 1                                          | 0           |
| 3.  | 7 oktober 2011    | Nederland – Moldavië        | 1 – 0   | EK-kwalificatie        | 1          | 0                                          | 0           |
| 4.  | 7 september 2012  | Azerbeidzjan – Israël       | 1 – 1   | WK-kwalificatie        | 4          | 0                                          | 0           |
| 0   | 6 juni 2013       | Spanje –21 – Rusland –21    | 1 – 0   | EK onder 21 groepsfase | 3          | 0                                          | 0           |
| 0   | 12 juni 2013      | Rusland –21 – Duitsland –21 | 1 – 2   | EK onder 21 groepsfase | 6          | 0                                          | 1           |
| 0   | 18 juni 2013      | Spanje –21 – Italië –21     | 4 – 2   | EK onder 21 finale     | 6          | 0                                          | 0           |
| 5.  | 14 augustus 2013  | Turkije – Ghana             | 2 – 2   | Vriendschappelijk      | 3          | 0                                          | 0           |
| 6.  | 11 oktober 2013   | Malta – Tsjechië            | 1 – 4   | WK-kwalificatie        | 2          | 0                                          | 0           |
| 7.  | 30 mei 2014       | Oostenrijk – IJsland        | 1 – 1   | Vriendschappelijk      | 3          | 0                                          | 0           |
| 8.  | 10 oktober 2014   | Nederland – Kazachstan      | 3 – 1   | EK-kwalificatie        | 4          | 0                                          | 1           |
| 9.  | 7 juni 2015       | Kroatië – Gibraltar         | 4 – 0   | Vriendschappelijk      | 2          | 0                                          | 0           |
| 10. | 13 juni 2015      | Finland – Hongarije         | 0 – 1   | EK-kwalificatie        | 8          | 0                                          | 0           |
| 11. | 31 augustus 2016  | Albanië – Marokko           | 0 – 0   | Vriendschappelijk      | 0          | 0                                          | 0           |
| 12. | 11 oktober 2016   | Tsjechië – Azerbeidzjan     | 0 – 0   | WK-kwalificatie        | 3          | 0                                          | 0           |
| 13. | 9 juni 2017       | Wit-Rusland – Bulgarije     | 2 – 1   | WK-kwalificatie        | 5          | 0                                          | 0           |
| 14. | 5 oktober 2017    | Armenië – Polen             | 1 – 6   | WK-kwalificatie        | 1          | 0                                          | 0           |
| 15. | 27 maart 2018     | België – Saoedi-Arabië      | 4 – 0   | Vriendschappelijk      | 2          | 0                                          | 0           |
| 16. | 9 juni 2018       | Hongarije – Australië       | 1 – 2   | Vriendschappelijk      | 4          | 0                                          | 0           |
| 17. | 10 september 2018 | Schotland – Albanië         | 2 – 0   | Nations League         | 5          | 0                                          | 0           |
| 18. | 11 juni 2019      | Hongarije – Wales           | 1 – 0   | EK-kwalificatie        | 6          | 0                                          | 0           |
| 19. | 18 november 2019  | Zweden – Faeröer            | 3 – 0   | EK-kwalificatie        | 5          | 0                                          | 0           |
| 20. | 7 oktober 2020    | Oostenrijk – Griekenland    | 2 – 1   | Vriendschappelijk      | 5          | 0                                          | 0           |
| 21. | 11 oktober 2020   | Rusland – Turkije           | 1 – 1   | Nations League         | 5          | 0                                          | 0           |

Laatste aanpassing op 12 oktober 2020